# Bouillabaisse
Bouillabaisse (uitspraak: [bu.ja.bɛs]) is oorspronkelijk een Provençaals gerecht, typisch voor de stad Marseille. Het bestaat uit verschillende soorten gekookte vis en de oorsprong ervan gaat mogelijk zelfs terug tot in de Griekse Oudheid (7e eeuw voor Christus).

## Etymologie
De naam zou naar de algemeen geldende opvattingen komen uit het Occitaans (Provençaals): bolhabaissa, een samenstelling van twee werkwoorden: bolhir (bouillir: koken) en abaissar (abaisser: temperen). Hierin ligt dan de bereidingswijze besloten: aan de kook brengen en dan garen op getemperd vuur. Een afwijkende en evenzeer geloofwaardige etymologie en receptuur wordt echter gevonden in de studie van de Duitse cultuurhistorica Petra Foede die onder meer de beroemde Franse kok Raymond Oliver citeert, waar die stelt dat het gerecht juist kort en op hoog vuur gekookt moet worden. Omdat het koken historisch met een boven een houtvuur hangende kookpot plaatsvond zou het woorddeel "baisse" er dan juist op duiden dat de pot laag – en dus dicht op de hittebron – moest hangen.

## Kenmerken
Bouillabaisse kan bogen op een unieke status want de term heeft zich in alle denkbare talen genesteld en vrijwel onveranderlijk met een 'onjuiste' begripsinhoud, waardoor ook een wereldwijd culinair 'misverstand' is ontstaan. Bouillabaisse wordt niet alleen op de menukaarten van restaurants maar zelfs in woordenboeken en internationale kookboeken benoemd als vissoep, maar dat is onjuist: het is een gerecht van gekookte vis; de soep is slechts een 'bijproduct' ervan dat als voorgerecht wordt gegeten.
Bouillabaisse is in de oorsprong een armeluisgerecht: onverkoopbare vissen werden aan het eind van de werkdag door vissers op het strand in zeewater gekookt en dan gezamenlijk gegeten. Het kooknat (bouillon) werd over stukjes geroosterd stokbrood (croûtons) gegoten en met rouille (een gekruide Provençaalse mayonaise) als voorgerecht gegeten.

## Naambescherming
Inmiddels is dit 'voedsel der armen' in de Franse restaurants die het nog correct bereiden tot de duurste gerechten op de kaart gaan behoren. Dit is mede de oorzaak van de 'verloedering' die er – ook in het land van oorsprong – toe leidde dat alle mogelijke vissoepen ten onrechte het predicaat 'bouillabaisse' kregen.
Ter bestrijding daarvan is al in 1980 op initiatief van een aantal restaurateurs uit Marseille in een charter de samenstelling vastgelegd, evenals het voorschrift dat de vis in zijn geheel wordt opgediend en aan tafel wordt gefileerd, zodat men weet wat men eet. De zes voorgeschreven vissoorten zijn: rascasse (schorpioenvis); rouget-grondin (rode poon); vive (Pieterman); lotte (zeeduivel); congre (kongeraal of zeepaling) en Saint-Pierre (zonnevis). De traditioneel bovenop liggende rascasse, een roofvis, is tamelijk zeldzaam geworden. Dat maakt deze vis – als hij al verkrijgbaar is – dus erg duur.

## Bereiding
Om de smaak van de bouillabaisse te verfijnen kookt men de vissen niet in water, maar in een lichte vissoep ('la soupe de roche') waarin allerhande 'gewone' visjes (in hun geheel gekookt en daarna gezeefd) zijn verwerkt. Deze soep, waarin de zes vissoorten van de bouillabaisse zijn gekookt, eet men als voorgerecht. De stukjes geroosterd stokbrood, de croûtons, worden ingewreven met verse knoflook en daarop wat rouille. Daaroverheen wordt dan de hete soep uitgegoten en terwijl men wacht tot de temperatuur genoeg is gedaald om de soep te kunnen eten, zuigen de croûtons de soep op tot ze daarmee verzadigd zijn. Daarbij zinken ze en staan dan als eilandjes in de soep (zie afbeelding). Vervolgens eet men de gekookte vissen, de eigenlijke bouillabaisse, als hoofdgerecht. In de Marseillaanse receptuur worden ook enkele aardappels met de vissen meegekookt en gegeten en wordt over de croûtons soms ook eerst nog geraspte gruyèrekaas gestrooid, die door de hete soep smelt.

## Overige bronnen van naamsverwarring

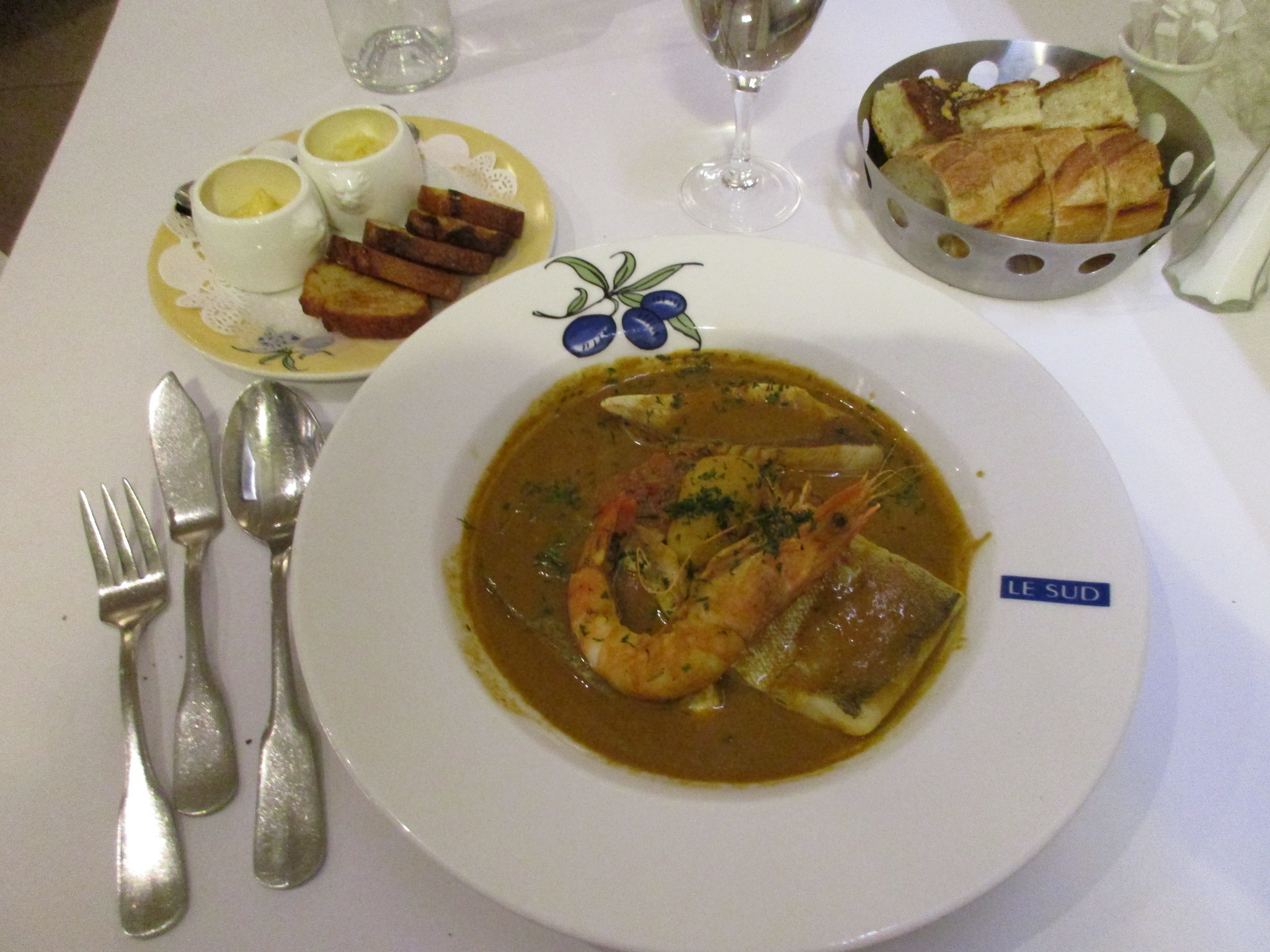
De bouillabaisse van ster-kok Paul Bocuse, die het gerecht dus serveerde met de stukken vis weer in de soep teruggelegd.

Sommigen geven er de voorkeur aan, de vis in stukken weer in de soep te leggen en de bouillabaisse aldus te eten. Aangezien alles ook in dezelfde pan wordt bereid, is bouillabaisse zelfs te beschouwen als eenpansgerecht maar omdat de verschillende vissen uiteenlopende kooktijden vereisen, is dit in werkelijkheid gecompliceerder. Volgens het officiële charter is bouillabaisse een uit twee gangen bestaand gerecht.